# Wilhelm Wachtel
Wilhelm Wachtel (ur. 12 sierpnia 1875 we Lwowie, zm. 30 grudnia 1942 w USA) – żydowsko-polski malarz, grafik, ilustrator, przedstawiciel realizmu.

## Życiorys
Urodził się i mieszkał we Lwowie. Studiował w krakowskiej Szkole Sztuk Pięknych pod kierunkiem Leona Wyczółkowskiego i Leopolda Löfflera, a następnie w Akademii Sztuk Pięknych w Monachium u Nikolausa Gysisa. Podróżował często do Wiednia, Paryża, do Palestyny, gdzie osiedlił się w 1936 roku. Po wybuchu II wojny światowej wyemigrował do Stanów Zjednoczonych.
Malował olejno, rysował pastelami, zajmował się grafiką (teka litografii Pożegnanie z Golusem), tworzył przede wszystkim sceny rodzajowe o tematyce żydowskiej, m.in. po powrocie z podróży do Palestyny, w 1922 roku, wykonał cykl obrazów przedstawiających trudne życie osadników żydowskich (chaluców), tworzył liryczne portrety, kompozycje o tematyce biblijnej, ilustrował książki.
Dużo wystawiał, np. w Miejskiej Galerii Sztuki w Łodzi w 1926 r. pokazał portret zatytułowany „Judyta”, a w roku 1935 miał indywidualną wystawę w warszawskiej Zachęcie, na której pokazał blisko 50 prac. Większość jego prac zaginęła w czasie II wojny światowej.
Zginął tragicznie w wypadku samochodowym w Stanach Zjednoczonych.

## Literatura dodatkowa
- Marian Fuks [et al.]: Żydzi polscy. Dzieje i kultura. Warszawa: Interpress, 1982. ISBN 83-223-2001-9. Brak numerów stron w książce
- Jerzy Tomaszewski, Andrzej Żbikowski: Żydzi w Polsce. Dzieje i kultura. Leksykon. Warszawa: Cyklady, 2001. ISBN 83-86859-58-X. Brak numerów stron w książce